# 2013年1月中國大陸

## 1月27日
- 雷政富不雅视频揭发者朱瑞峰被警方上门约谈，他的新浪微博和腾讯微博被封。BBC（页面存档备份，存于）

## 1月26日
- 许昌县男子杀妻被判死缓，河南省高级法院给被害人家属送礼要求不上诉。现代消费导报

## 1月23日
- 23日12时18分在辽宁省辽阳市灯塔市、沈阳市苏家屯区交界(北纬41.5度，东经123.2度)发生5.1级地震，震源深度7公里。中国地震信息网[]
- 湖北省黄石市欲创建“国家卫生城市”，当局在报纸头版刊出“现在距国家暗访组来黄检查只有98天”，登报动员公务人员迎接“国家暗访组”。东楚晚报

## 1月21日
- 选美小姐变身中共湖南省冷水江市市委秘书，网民发帖质疑被行政拘留十天。南方都市报

## 1月20日
- 中央民族大学法学院教授刘景一率众在海南省三亚市信访局下跪陈情，抗议其代理一案件，称判决书没有一点法律依据和程序，靠法律维权无望。南方都市报（页面存档备份，存于）

## 1月19日
- 广东省深圳市南山区科华路数百居民上街游行，抗议科技园内正在建设的LCD工厂排污。人民网深圳频道
- 浙江萧山5人疑坐冤狱16年后真凶现身，浙江高院复查称有错必纠。新京报
- 广西大石山区贫苦小学生寒冬穿凉鞋。此前曾声称缺乏物资的当地政府，叫停爱心捐助，称不想戴上“灾区”的帽子。新华网（页面存档备份，存于）

## 1月18日
- 国家统计局发布初步核算数据，2012年全年国内生产总值519322亿元，按可比价格计算，比上年增长7.8%。分季度看，一季度同比增长8.1%，二季度增长7.6%，三季度增长7.4%，四季度增长7.9%。分产业看，第一产业增加值52377亿元，比上年增长4.5%；第二产业增加值235319亿元，增长8.1%；第三产业增加值231626亿元，增长8.1%。国家统计局
- 山东省临沂市刘刚因上访两度被关精神病院，起诉政府索赔200万。新京报（页面存档备份，存于）（参见：临沂精神卫生中心电击法戒网瘾）

## 1月17日
- 日本前首相鸠山由纪夫16日至17日以私人身份访问南京，17日上午在参观侵华日军南京大屠杀遇难同胞纪念馆时，鸠山对日军当年的所作所为表示道歉：“我为当年日本兵犯下的罪行道歉，真心希望历史悲剧不再重演！”新京报（页面存档备份，存于）

## 1月16日
- 台湾艺人伊能静或因支持《南方周末》采编人员抗议新闻审查导致其在大陆的工作受影响。国台办：台艺人在大陆应「守法」。中国网
- 《法治周末》：母亲李淑莲进京上访反映诉求，被政府羁押遭殴打“自杀身亡”。其女儿上访多年，也看不到判决书。律师欲查阅卷宗也遭法院拒绝。法制日报
- 深圳市人大常委会主任刘玉浦谈“錶哥”：现在好多人不敢戴錶。南方都市报

## 1月15日
- 一男子感动于河南省济源市城管冒着严寒执法而拍照留念，城管大惊抢走手机。大河报（页面存档备份，存于）
- 环保部机关服务中心近日采购空气净化器被网民调侃。环保部回应称为了档案防尘。新京报（页面存档备份，存于）
- 原中国疾病预防控制中心水质专家匿名向《中国经济周刊》爆料称中国饮用水水源合格率不足50%。中国经济周刊（页面存档备份，存于）
- 湖南省新化县上梅镇北渡小学发生校园惨案，校长劝阻凶手（家长）时被砍死。被砍伤的学生生还希望不大。人民网中新网
- 广东省佛山市小夫妻收10元帮农民工订火车票被刑事拘留。新华网（页面存档备份，存于）

## 1月14日
- 国家人口计生委主任王侠14日在全国人口计生工作会议上说，必须长期坚持计划生育基本国策不动摇，把稳定低生育水平作为工作的首要任务。中国日报
- 公安部交管局下发通知，要求各地公安交管部门保障救护车、消防车、工程救险车等特种车辆的特别通行权利，情况特别紧急时，可派出警车开道引导急救车辆行驶。通知同时要求，特种车辆非执行紧急任务时禁用警灯。京华时报

## 1月13日
- 云南省镇雄县“1.11”山体滑坡后续：当局“担心家属情绪”今晨强行火化46名遇难者遗体，奔丧者恸哭见不到亲人最后一面。新京报（页面存档备份，存于）网易（页面存档备份，存于）
- 河南省兰考县县长回应当局 有钱斥资千万盖政府办公楼，无钱修福利院：此乃制度问题，项目需要国家才批得下来。中央电视台（页面存档备份，存于）
- 解放军总参谋部颁发《2013年全军军事训练指示》称今年要强化打仗思想，做好打仗准备。解放军报（页面存档备份，存于）

## 1月12日
- 新闻学教授展江谈“马克思主义新闻观”：马克思痛恨新闻检查制度，是严重的精神奴役。经济观察报/凤凰网（页面存档备份，存于）（已删除）

## 1月11日
- 云南省镇雄县果珠乡发生山体滑坡灾害，村庄被掩埋。当局称已发现42人遇难，仍有4人被埋。央视网（页面存档备份，存于）
- 新浪网等中国各知名网站纷纷成立（中共）党组织，新浪网党委开通了不许评论的微博。BBC评论称这标志着中共加强对中国互联网的控制。南方都市报（页面存档备份，存于）BBC（页面存档备份，存于）
- 黑龙江省双鸭山市中兴矿业公司通勤车发生爆炸，造成通勤车7人死亡，并波及一台小客车另造成4人死亡。人民网

## 1月10日
- 蔡康永在东方卫视录节目，不料广电总局针对台湾艺人的“限娱令”依旧发威，画面悉数被剪，造成约300万元人民币的经济损失。（张柏芝未受影响）腾讯娱乐（页面存档备份，存于）
- 陕西省西安市一六旬老人被绑架扔河边，回家时发现房子已被强拆成废墟。华商报（页面存档备份，存于）

## 1月9日
- 《人民日报》记者向民政部一上午连打15通电话，询问兰考7名孤儿火灾遇难事件，被告知“领导不在”。同样身为正部级的《人民日报》发表文章怒斥民政部：（党）中央要求转变工作作风，在民政部还看不到。人民日报
- 北京市、长沙市流浪者御寒衣物疑遭城管“抢走”。北京永外派出所：奉上级命令“整治市容”，否认抢夺流浪者御寒衣物。潇湘晨报
- 黑龙江省肇东市70岁老人拒绝摘除拆迁横幅，被镇干部打死。当局称有关责任人被免职。中国新闻网

## 1月8日
- 8日凌晨，广西壮族自治区南宁市长堽路一民宅，发生一起一氧化碳中毒事故，一家六口烧木炭取暖中毒，造成两死四伤。据南宁市120应急联动中心统计，今年元旦以来，短短8天时间，南宁市区就发生56起一氧化碳中毒事故，造成多人死亡。广西《南国早报》

## 1月7日
- 国际记者联盟引用《中华人民共和国宪法》第35条要求调查中共广东省委宣传部干预《南方周末》出版流程一事。报道称大量记者和知名人士的微博因评论此事而被删或被封账号。VOA（页面存档备份，存于）
  - 香港记者协会引用《中华人民共和国宪法》第35条，呼吁“检讨现行新闻审查制度，落实中国公民的言论和出版自由”。BBC（页面存档备份，存于）

## 1月5日
- 媒体称今年的官员进京跑关系潮提前。中国江苏网
- 中缅边防武警某司令部证实缅军机绕道云南偷袭叛军后方。人民网（页面存档备份，存于）
- 中国人民解放军空军：缅甸战机没有进入中国领空。新华网
- 北京市疾控中心称近期已接到连续两起H1N1甲型流感死亡病例，该市流感患病情况为2008年以来最高水平。新京报（页面存档备份，存于）
- 新进中央委员会的委员、候补委员学习贯彻党的十八大精神研讨班在中央党校开班。中共中央总书记、中共中央军委主席习近平在开班式上表示：“不能用改革开放后的历史时期否定改革开放前的历史时期，也不能用改革开放前的历史时期否定改革开放后的历史时期。虽然这两个历史时期在进行社会主义建设的思想指导、方针政策、实际工作上有很大差别，但两者不是彼此割裂的，更不是根本对立的。”新华网（页面存档备份，存于）

## 1月4日
- 《南方周末》新年特刊被中共广东省委宣传部“阉割”，遭到了原新华社副社长庹震的直接删改。卷首的“中国梦·宪政梦”的“之难”改成了“比任何时候都更接近梦想”。美国之音（页面存档备份，存于）BBC（页面存档备份，存于）
  - 内地媒体：该期《南方周末》出现多处低级错误。央视网
- 《炎黄春秋》杂志社网站突遭关闭，5天前（12月31日）网站备案无故被工信部注销。炎黄春秋网（页面存档备份，存于）新浪微博（页面存档备份，存于）台湾联合报[]
  - 《炎黄春秋》副主编杨继绳：准备好“以身殉宪”。BBC（页面存档备份，存于）
- 上午8时30分左右，河南省兰考县城关镇一收养孤儿和弃婴的私人场所发生火灾，10时30分基本扑灭大火。事故造成4名孩童当场死亡，3名在送医院途中死亡，1人在医院接受救治。事发时现场人数不详。死亡人员中，一名患先天性小儿麻痹的20岁左右男性青年；6名为5岁以下儿童，其中男童4名，女童2名。受伤人员为10岁男孩，仍在重症监护室。凤凰网（页面存档备份，存于）搜狐网（页面存档备份，存于）
- 外交部回应去年9月加入纽约时报的记者储百亮签证延期为何被拒。中国新闻网纽约时报（页面存档备份，存于）
- 中共全国宣传部长会议召开，中共中央政治局常委刘云山强调壮大“主流舆论”，深入开展中国特色社会主义“宣传教育”。南方日报（页面存档备份，存于）（禁止评论）

## 1月3日
- 1月3日上午10点开始，昆明长水国际机场大雾，导致当天440架次航班被迫取消，近两万名旅客滞留在机场，由于长时间滞留，且得不到有效的出行动态，部分情绪激动的旅客冲击了登机口和值机柜台等设施。燕赵都市报央视网（页面存档备份，存于）

## 1月1日
- 银行将全面禁止一代身份证取款（页面存档备份，存于）
- 公安部实施修订后的《机动车驾驶证申领和使用规定》，《规定》对闯黄灯、故意遮挡号牌等违法行为的提出严厉处罚（如闯黄灯记6分），而处罚的力度和《规定》的具体操作性在网上引发了不少争议，纷纷称其为“史上最严交规”。ibtimes中文网新华网青海频道
- 凌晨，杭州市萧山区瓜沥镇临港工业园区内的杭州友成机工有限公司发生特大火灾，三名消防官兵在扑救过程中不幸牺牲。经调查，火灾系人为纵火，犯罪嫌疑人李某，女，48岁，系友成机工有限公司仓库保管员，因不满换岗位泄私愤放火，李某1月3日落网。荆楚网（页面存档备份，存于）